# Pozo Colorado, Chiapas
Pozo Colorado är en ort i Mexiko.   Den ligger i kommunen San Cristobal De Casas och delstaten Chiapas, i den sydöstra delen av landet, 800 km öster om huvudstaden Mexico City. Pozo Colorado ligger 1 921 meter över havet och antalet invånare är 193.
Terrängen runt Pozo Colorado är kuperad åt nordost, men åt sydväst är den bergig. Runt Pozo Colorado är det tätbefolkat, med 459 invånare per kvadratkilometer. Närmaste större samhälle är San Cristóbal de las Casas, 7,6 km nordost om Pozo Colorado. Omgivningarna runt Pozo Colorado är en mosaik av jordbruksmark och naturlig växtlighet.